# This Is Spinal Tap
This Is Spinal Tap è un falso documentario del 1984 diretto da Rob Reiner e avente protagonista la semi-fittizia band heavy metal Spinal Tap (con l'umlaut dell'heavy metal sulla lettera "N").

## Trama
Si tratta di una parodia della scena hard rock e heavy metal dell'epoca e degli stereotipi della vita delle rock star. Abbondanti le citazioni: Scorpions, Led Zeppelin, AC/DC, The Rolling Stones, The Who, Queen, Aerosmith, KISS, Black Sabbath, Judas Priest, Motörhead, Sweet e The Beatles, insieme a molti altri.

## Produzione
I tre membri degli Spinal Tap, David St. Hubbins, Nigel Tufnel e Derek Smalls, sono interpretati rispettivamente da Michael McKean, Christopher Guest e Harry Shearer, che nel film suonano davvero i loro strumenti.

## Distribuzione
Questo film risulta alla posizione 64 nella classifica "100 Funniest Movies" stilata dal canale televisivo Bravo.
Nel 2002 è stato scelto per la conservazione nel National Film Registry della Biblioteca del Congresso degli Stati Uniti.
Il film non è mai stato distribuito in Italia.

## Sequel
Nel 1986 è uscito il sequel del film, il documentario Billy Crystal: Don't Get Me Started - The Billy Crystal Special, dove il protagonista del film originale Marty diBergi va a trovare e ad intervistare, nella sua villa, il celebre comico Billy Crystal per fargli un'intervista.
Nel 2022 viene annunciato un nuovo sequel del mockumentary intitolato Spinal Tap II: The End Continues e diretto di nuovo dal regista Rob Reiner, che tornerà anche nel cast nel ruolo del giornalista Marty DiBergi. L'uscita del nuovo film è prevista per il 12 settembre 2025 .